# Torrione di Beneceto
Der Torrione di Beneceto ist ein spätmittelalterlicher Turm hinter der Kirche der Purificazione di Maria Vergine im Ortsteil Beneceto der Stadt Parma in der italienischen Region Emilia-Romagna.

## Geschichte
Diese ursprüngliche Verteidigungsanlage der Siedlung Beneceto stammt aus dem Beginn des 14. Jahrhunderts. 1308 verlehnte Giberto III. da Corregio den Rossis gegen ein Friedensversprechen die Burgen von Beneceto und Marano und darüber hinaus das Lehen von Borgo San Donnino. Dennoch dauerte der Waffenstillstand nur wenige Monate, an dessen Ende Giberto die Rossis aus Parma jagte. Auch die Bewohner von Beneceto und Marano, die gezwungen worden waren, Reparaturen in Borgo San Donnino auszuführen, hatten gegen die Rossis rebelliert.
Zwischen 1410 und 1414 verlehnte Papst Gregor XII. als Zeichen seiner Anerkennung das Lehen Beneceto an Cristoforo Valeri. Dieser wurde 1418 mit seinen Söhnen von den Truppen des Markgrafen von Ferrara, Niccolò III. d’Este, ins Gefängnis gesperrt, vermutlich auf Grund einer angeblichen Verschwörung gegen die Bürger von Ferrara. Alle seine wesentlichen Besitzungen wurden konfisziert, aber dank des Eingreifens der Gesandten der Stadt Parma erhielt er sie 1422 zurück.
1435 wurde Andrea Valeri, der Sohn von Cristoforo Valeri, vom Herzog von Mailand, Filippo Maria Visconti, zum Grafen ernannt und erhielt das Lehen Baganzola.
Um die Mitte des 15. Jahrhunderts wurde die Festung vielleicht von Pier Maria II. de’ Rossi eingenommen, aber sicherlich vor 1481 an die Valeris zurückgegeben. Laut einigen Dokumenten ermahnte der Herzog von Mailand den Grafen Ludovico am 1. Juni desselben Jahres, die Nutznießerschaft des Torrione di Beneceto, der sich bereits damals in etwa in seiner heutigen Form präsentierte, an die Frau Dialta Lambertini abzugeben, die sich von ihm getrennt hatte.
Über die Ereignisse um den Turm in den folgenden Jahrhunderten weiß man heute nichts mehr. 1978 war das Gebäude in ein Stadium des schlimmen Verfalls geraten, aber wurde in der Folge von Grund auf restauriert und in ein privates Wohnhaus, einen Anbau an einen Bauernhof, umgewandelt.

## Beschreibung

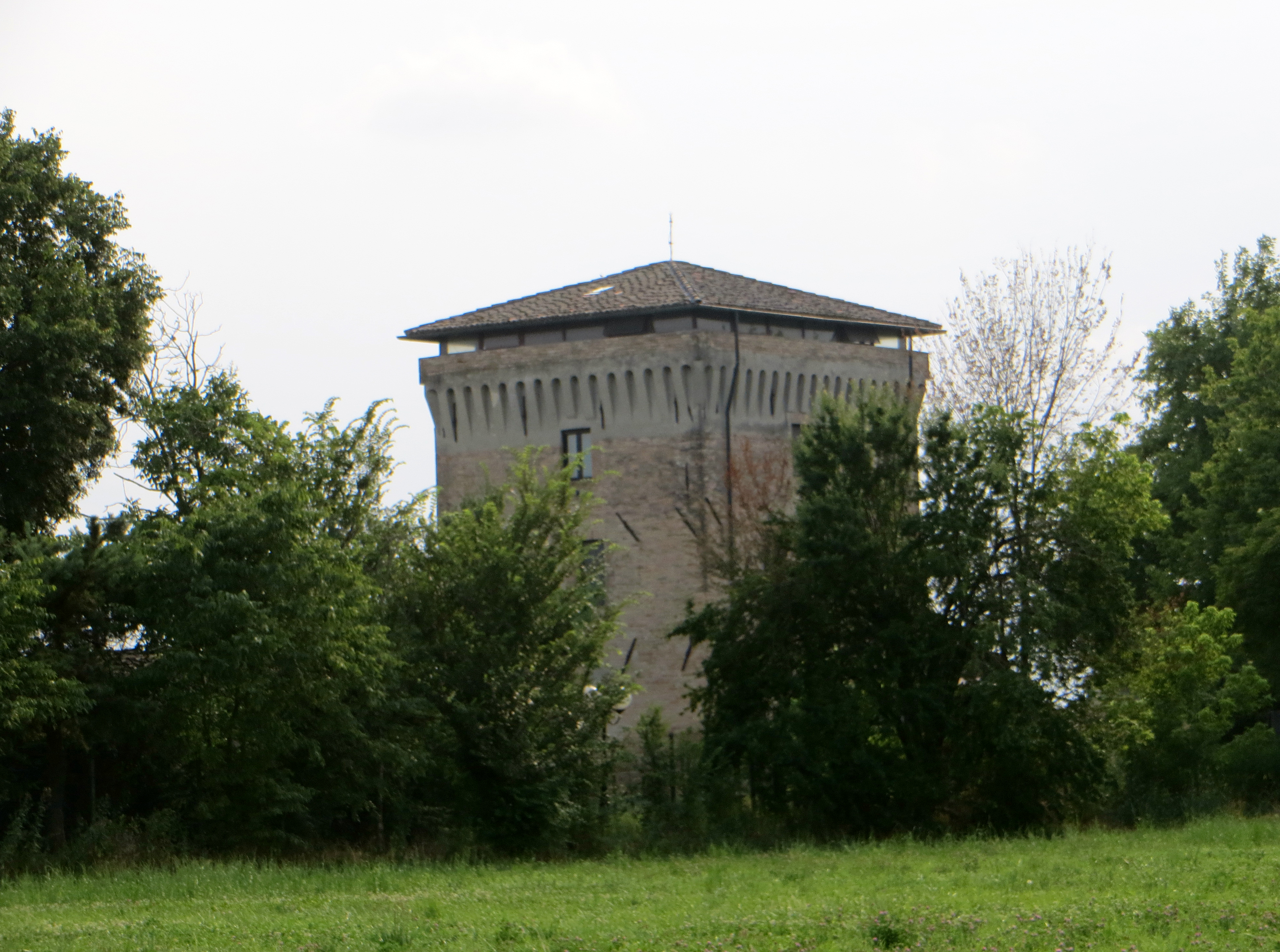
Ost- und Nordseite des Torrione di Beneceto

Der massive Turm hat einen quadratischen Grundriss von etwa 10 Meter × 10 Meter.
Die Fassaden, die vollständig mit Ziegelmauerwerk verkleidet sind, besitzen nur wenige Öffnungen auf jeder Seite. Nach oben sind die Fassaden durch eine Gesimskrone ohne Zinnen abgeschlossen. Darüber liegt ein Walmdach, das auf einem dünnen Streifen aus Glasfassade aufliegt und im Zuge der letzten Restaurierungsarbeiten aufgesetzt wurde.